# Engelhard (Carolina del Norte)
Engelhard es un lugar designado por el censo del condado de Hyde  en el estado estadounidense de Carolina del Norte. 